# Bony dels Clots
El Bony dels Clots és un indret del terme municipal de Conca de Dalt, a l'antic terme d'Hortoneda de la Conca, al Pallars Jussà, situat en territori de l'antiga caseria de Segan.
Està situat a la part nord-oriental del terme, a llevant del Serrat dels Boix de la Serra, al sud-oest de l'Obaga de Sacoberta i al nord-est del Clot del Tura. És a ponent del Bony del Cumó. Hi passa el Camí de les Bordes de Segan.